# Colegiales
Colegiales é um bairro da cidade argentina de Buenos Aires.
É um dos menores bairros de Buenos Aires. Sua principal rua é a Federico Lacroze, onde a maioria das o tráfico e das lojas de varejo estão concentrados. A Av.Alvarez Thomas é um estudo de contrastes: de um lado, casas, e quase inteiramente de blocos de apartamentos ao longo do outro lado. A avenida também separa Colegiales com seu vizinho do sul, o bairro de Chacarita
A Pasaje General Paz (um passeio estreito de pedestres) atrai visitantes de todos os lugares, com suas árvores centenárias, riachos e ornamentos, e varandas no estilo da Andaluzia. Colegiales também é uma das áreas mais verdes, sendo também a casa de Juan José Paso Plaza, Plaza Portugal, San Miguel de Garicoits Plaza, Plaza Colegiales e Mafalda Plaza conhecida por sua arte, doada a ela pelo cartunista renomado local, Joaquín Salvador Lavado Tejón, o Quino.

## Imagens

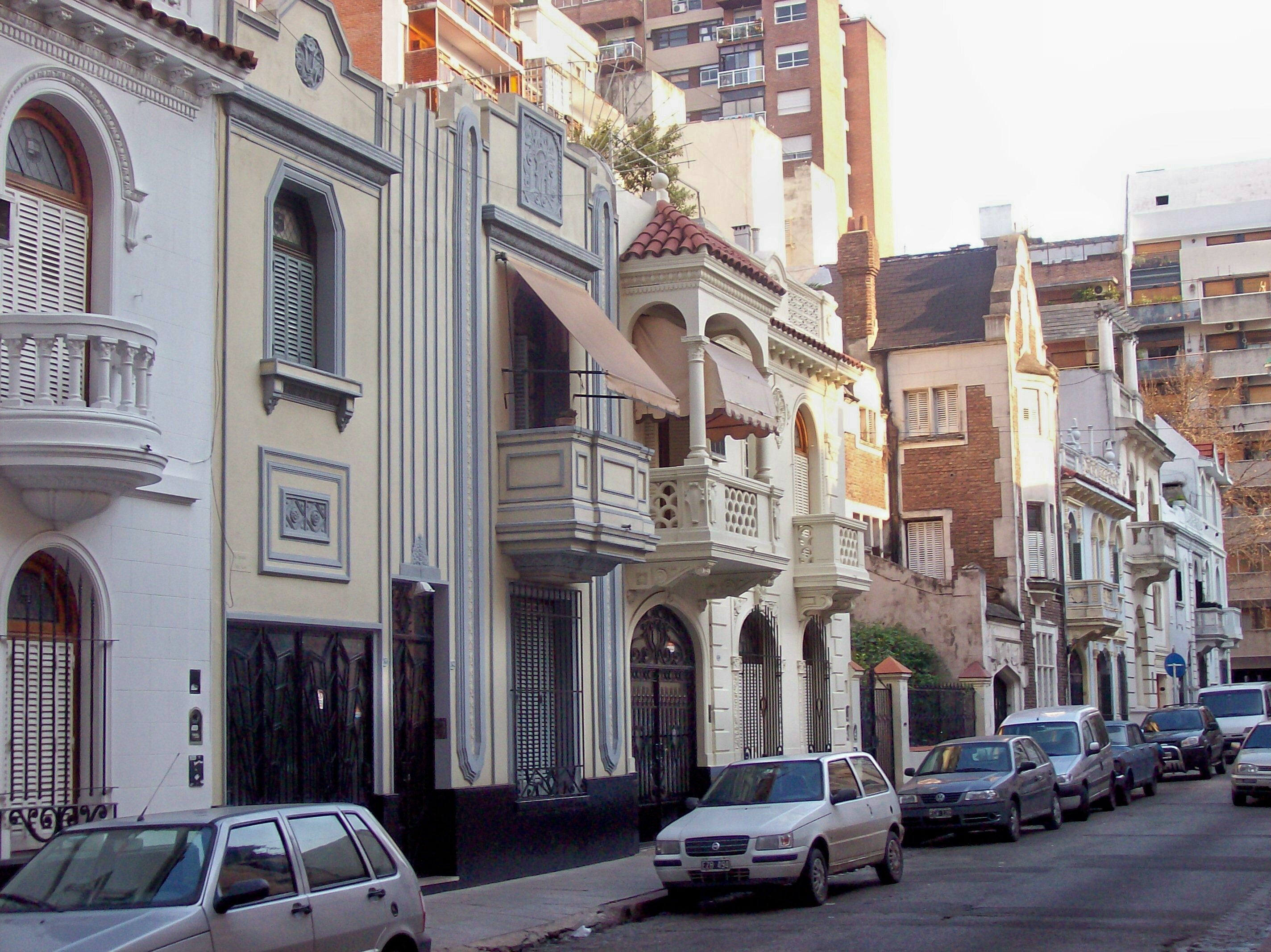
Rua Gorostiaga al 2400
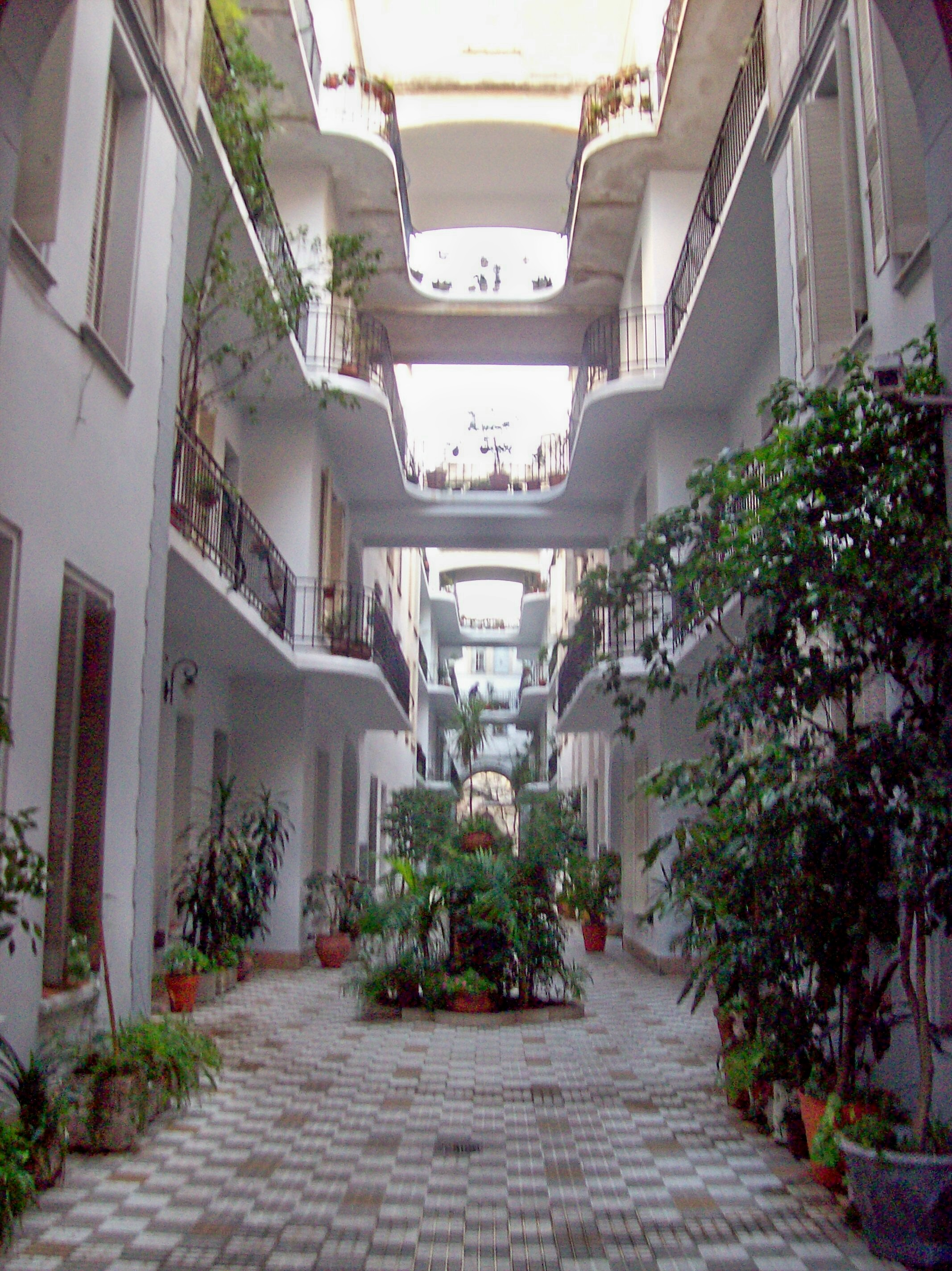
Pasaje General Paz, entre Ciudad de la Paz 561 e Zapata 552
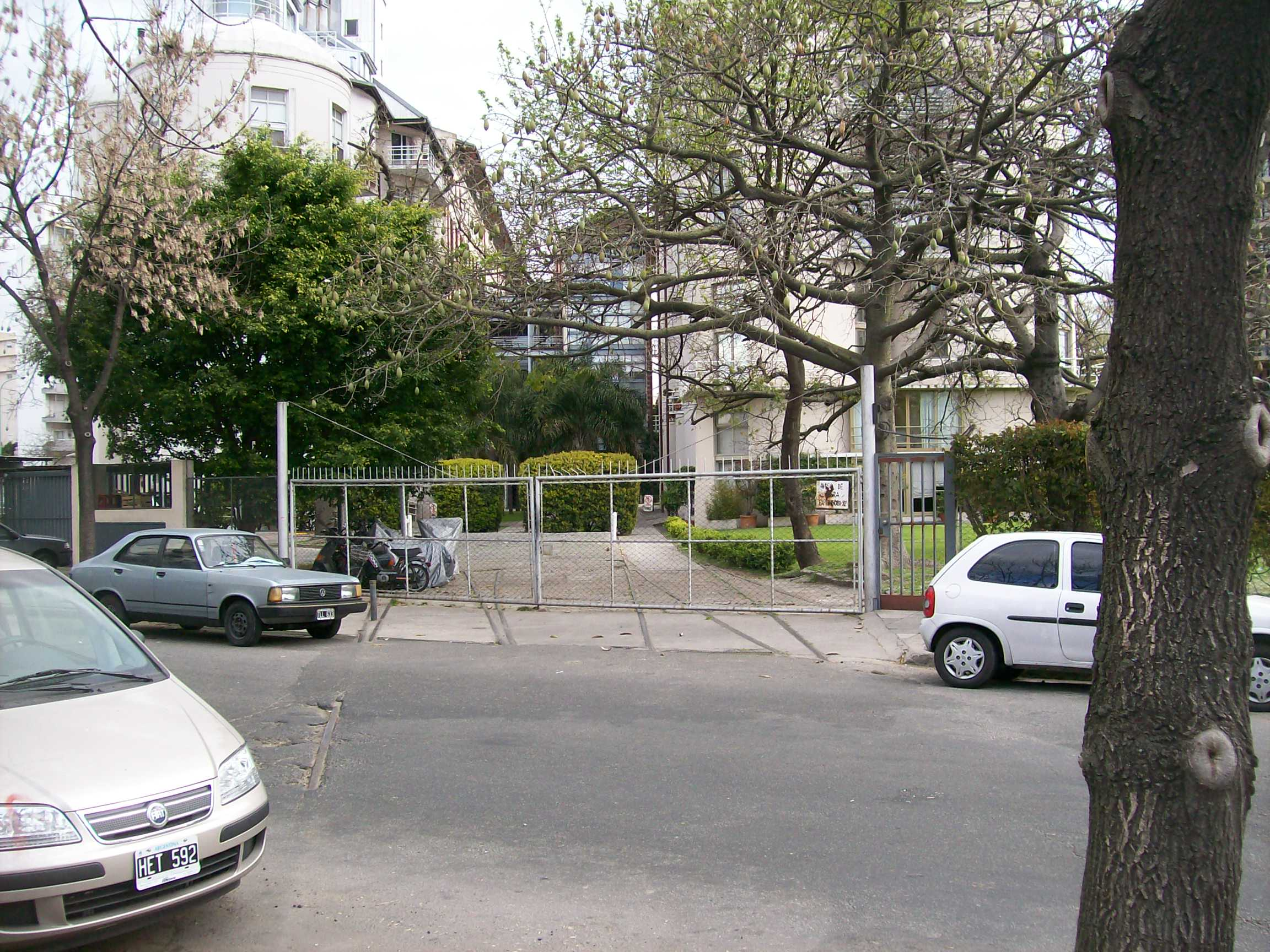
Becos sem saída, na entrada para o velho silos Minetti
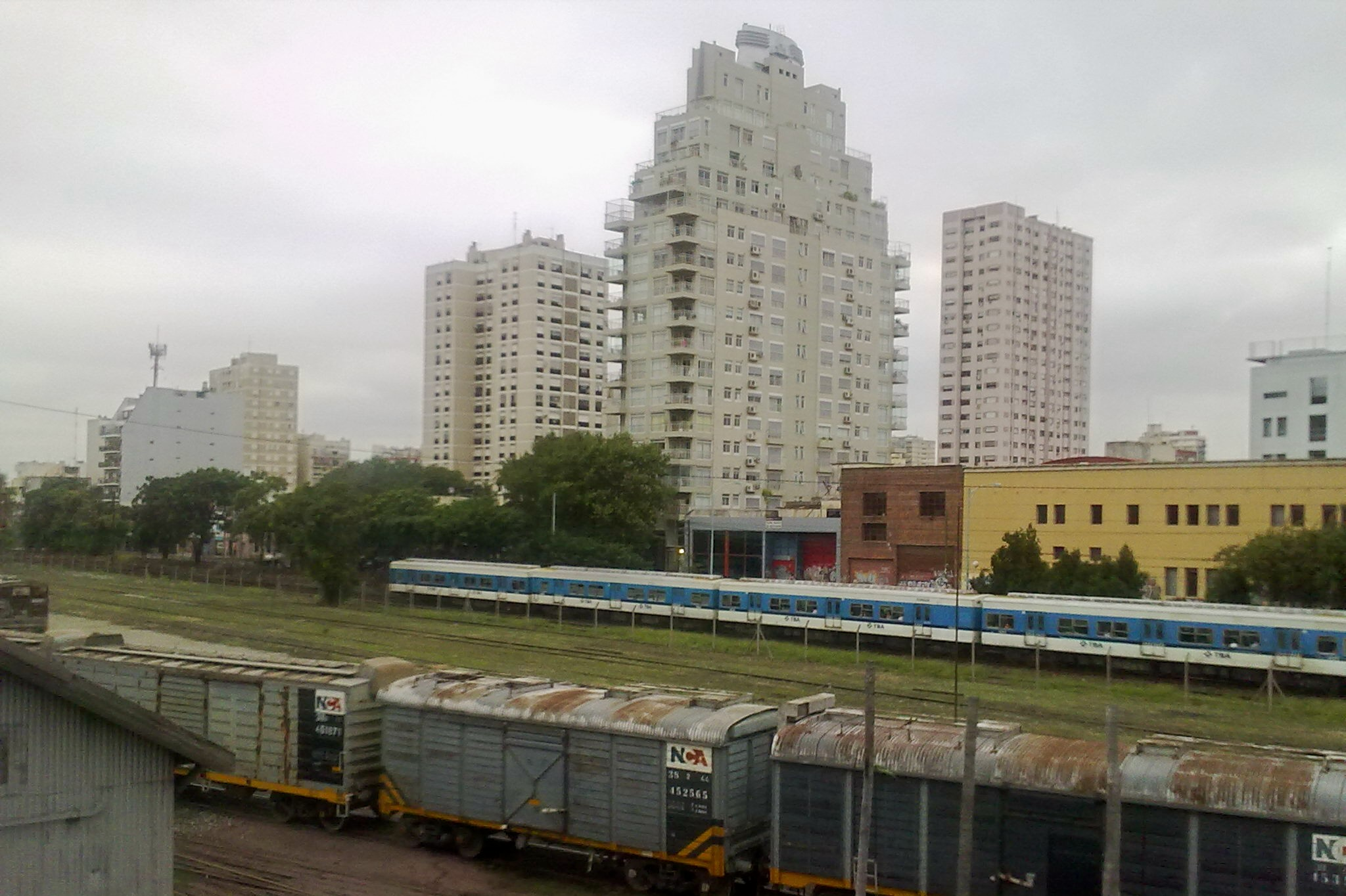
Playón de carga de la estación Colegiales
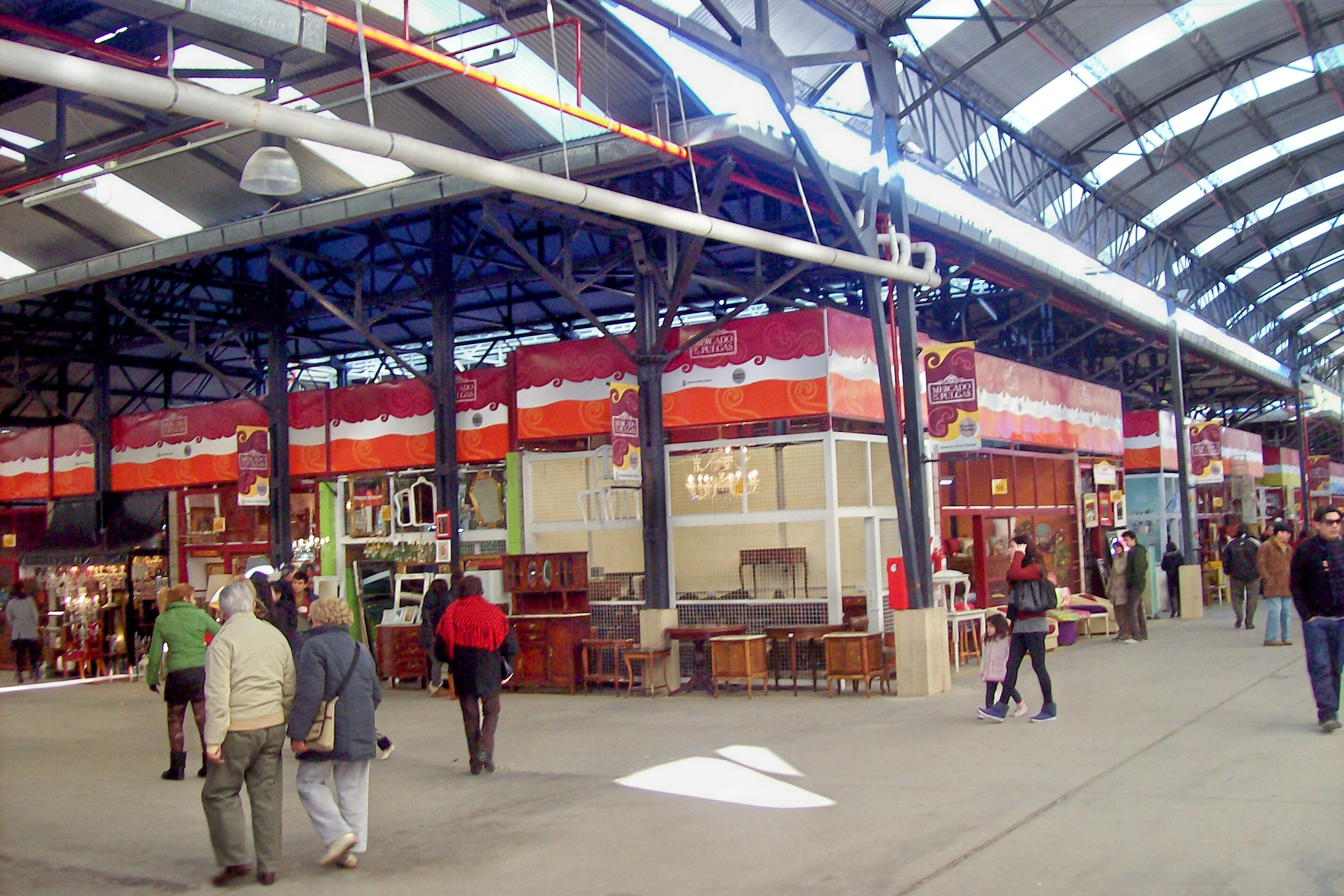
Mercado de las Pulgas
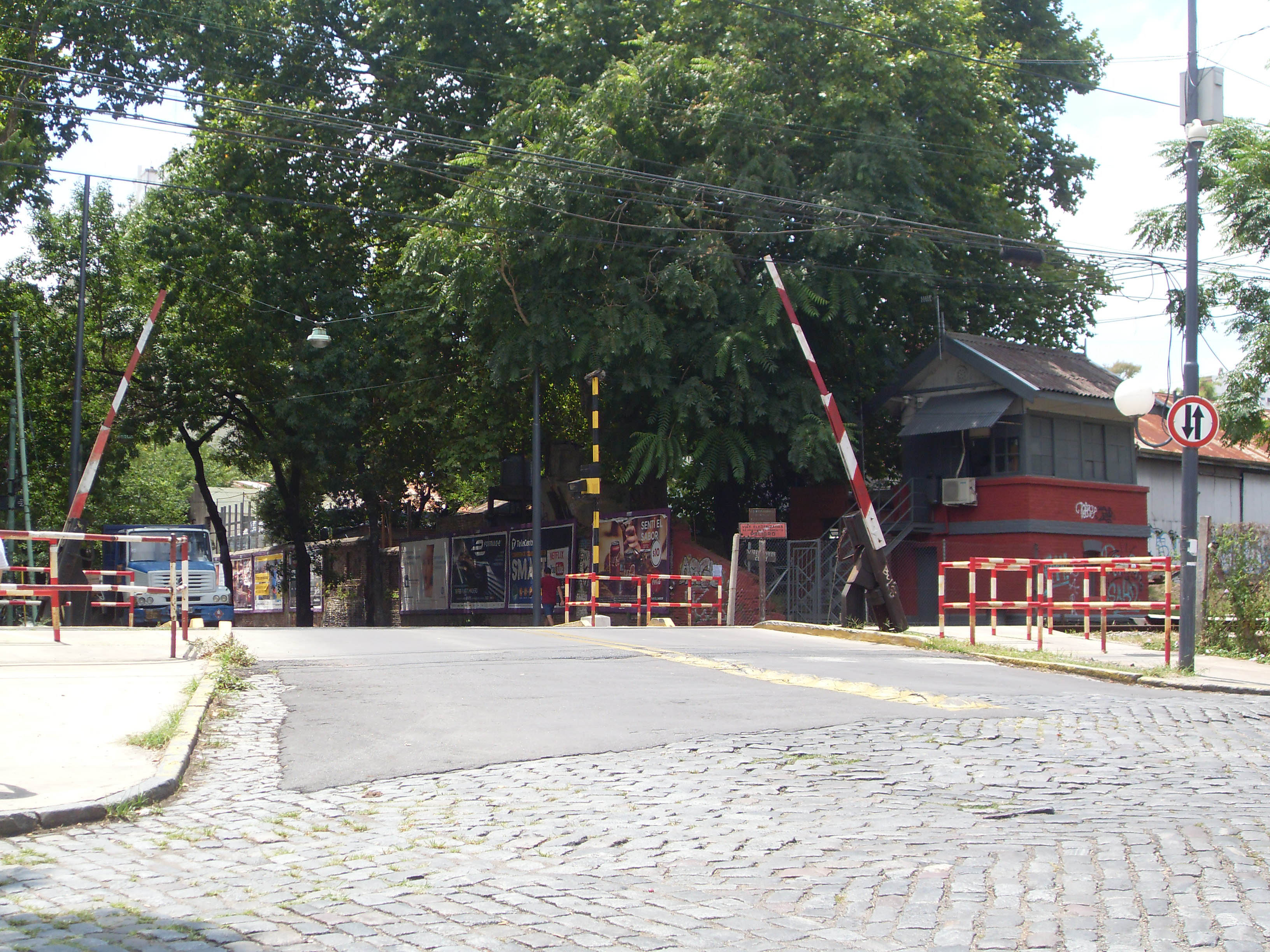
Passagem de nível da Rua Virrey Avilés
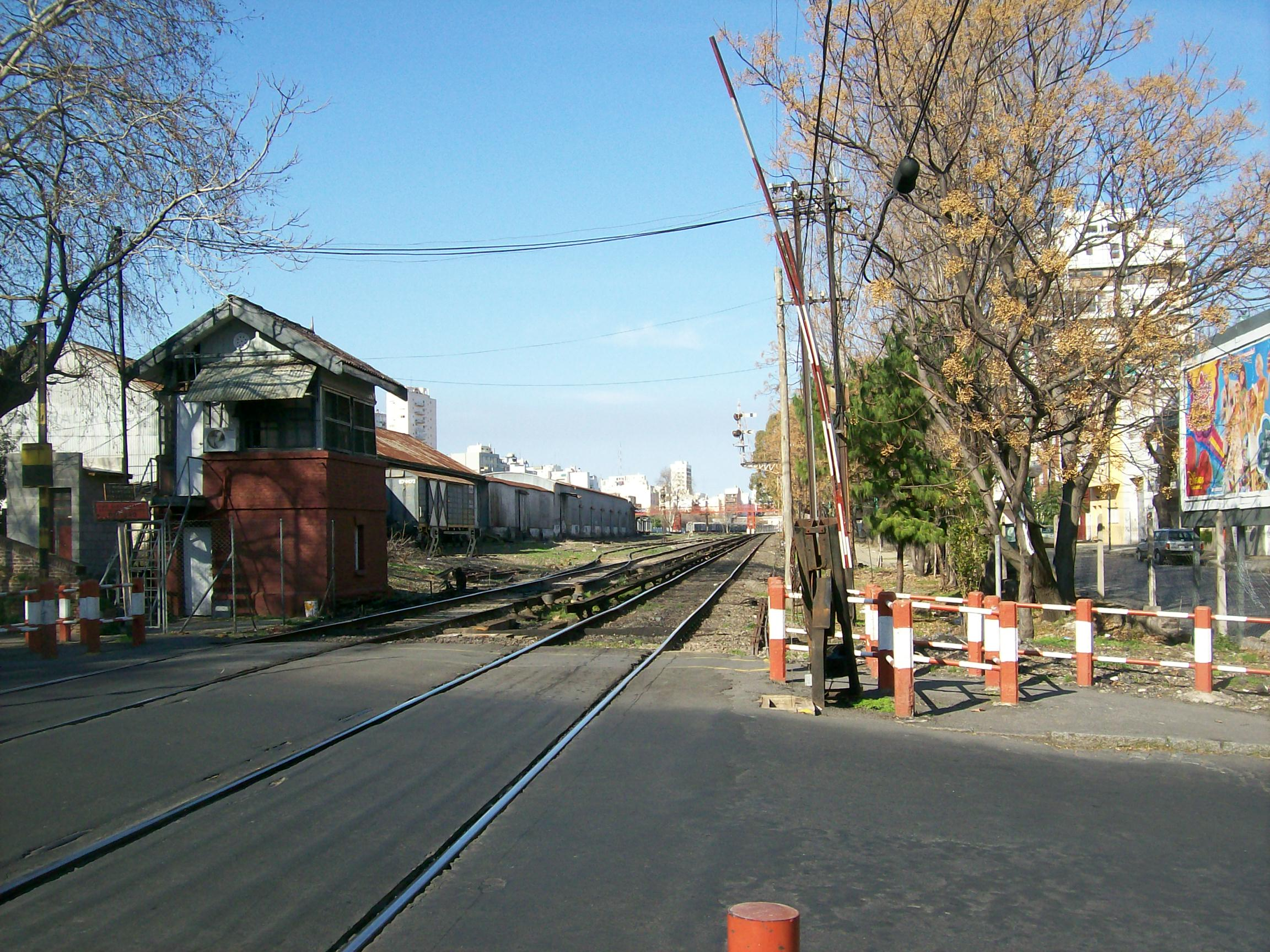
Passagem de nível da Rua calle Virrey Avilés
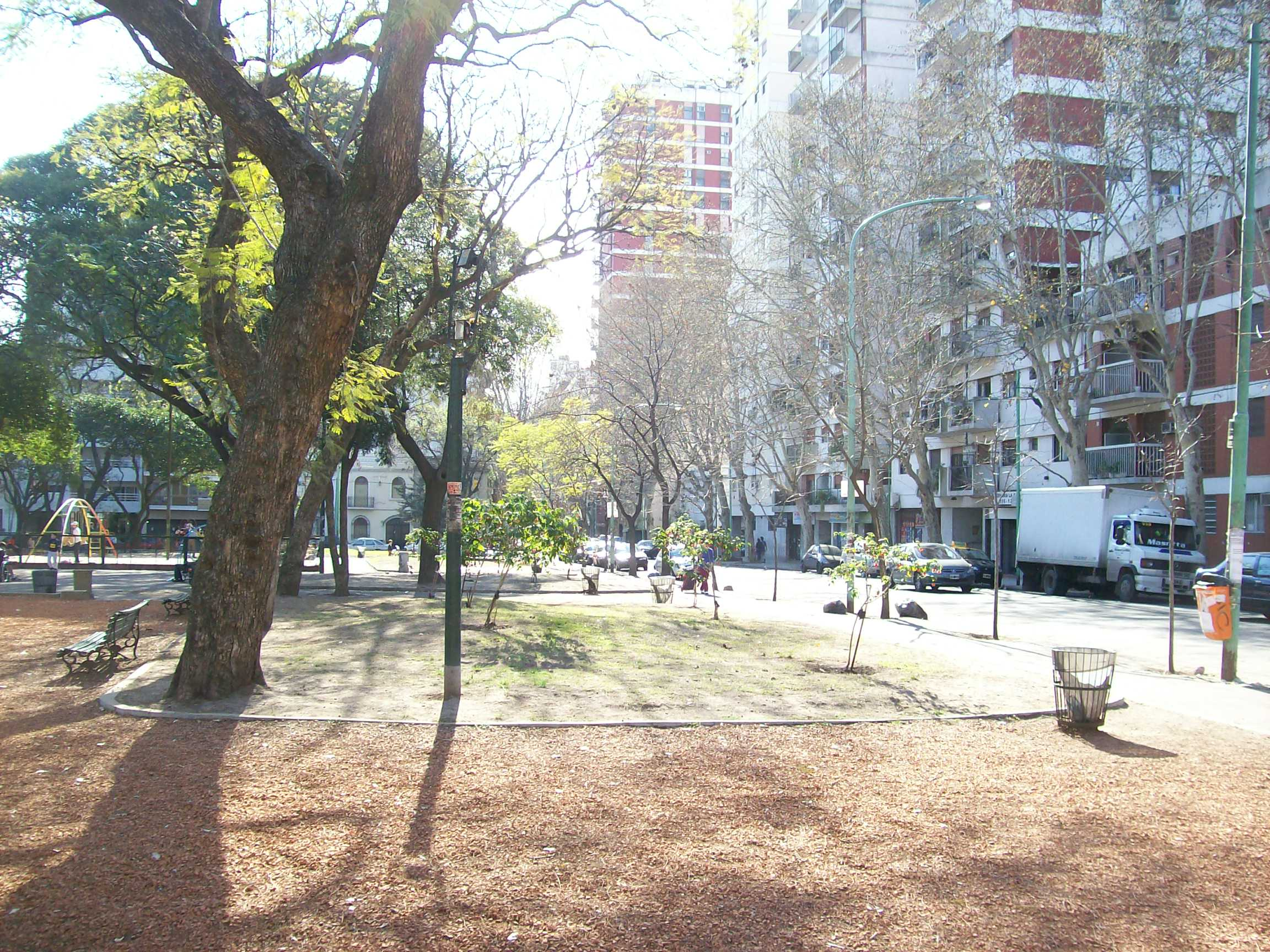
Plaza Juan José Paso
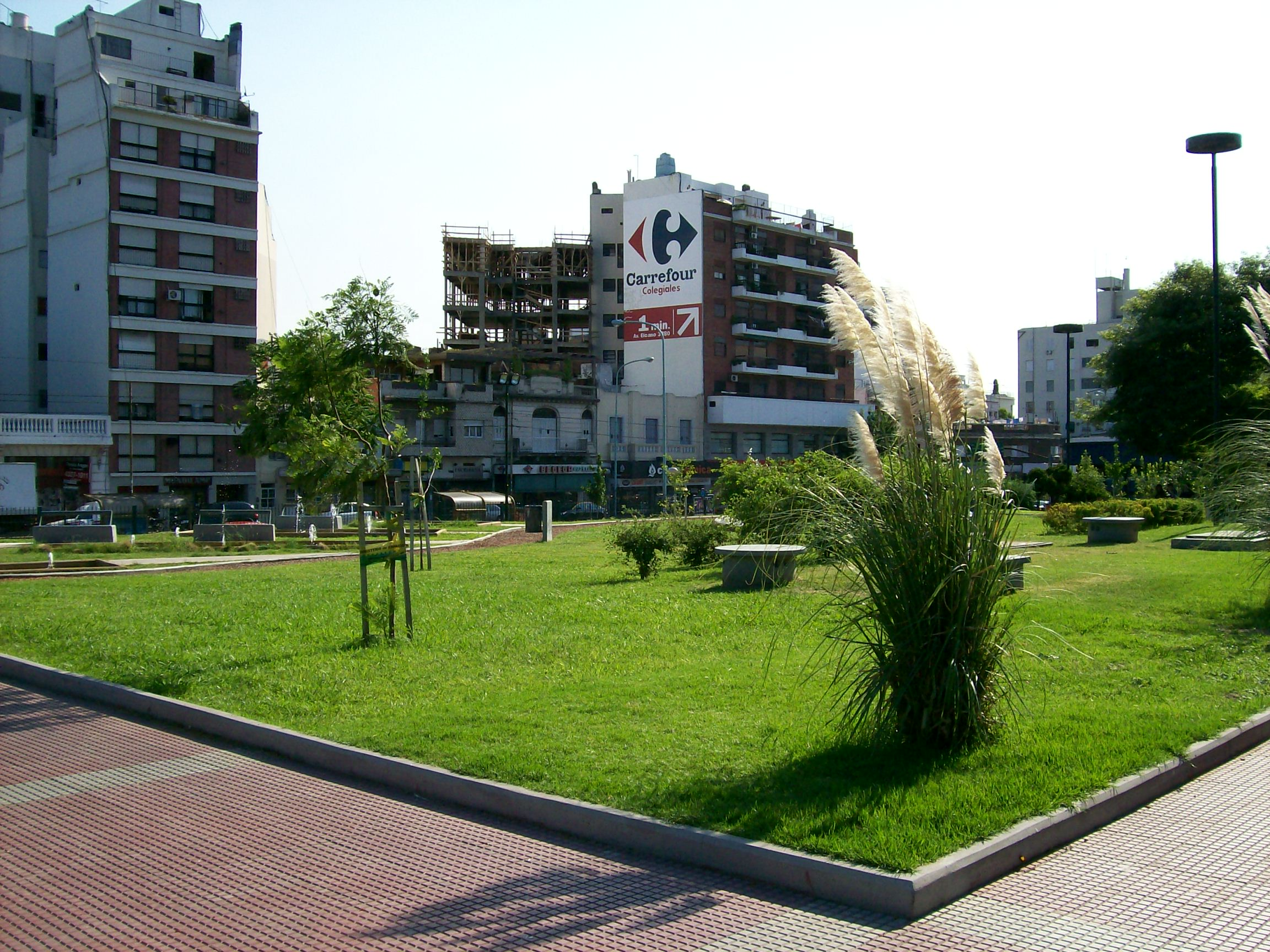
Plaza San Miguel de Garicoits
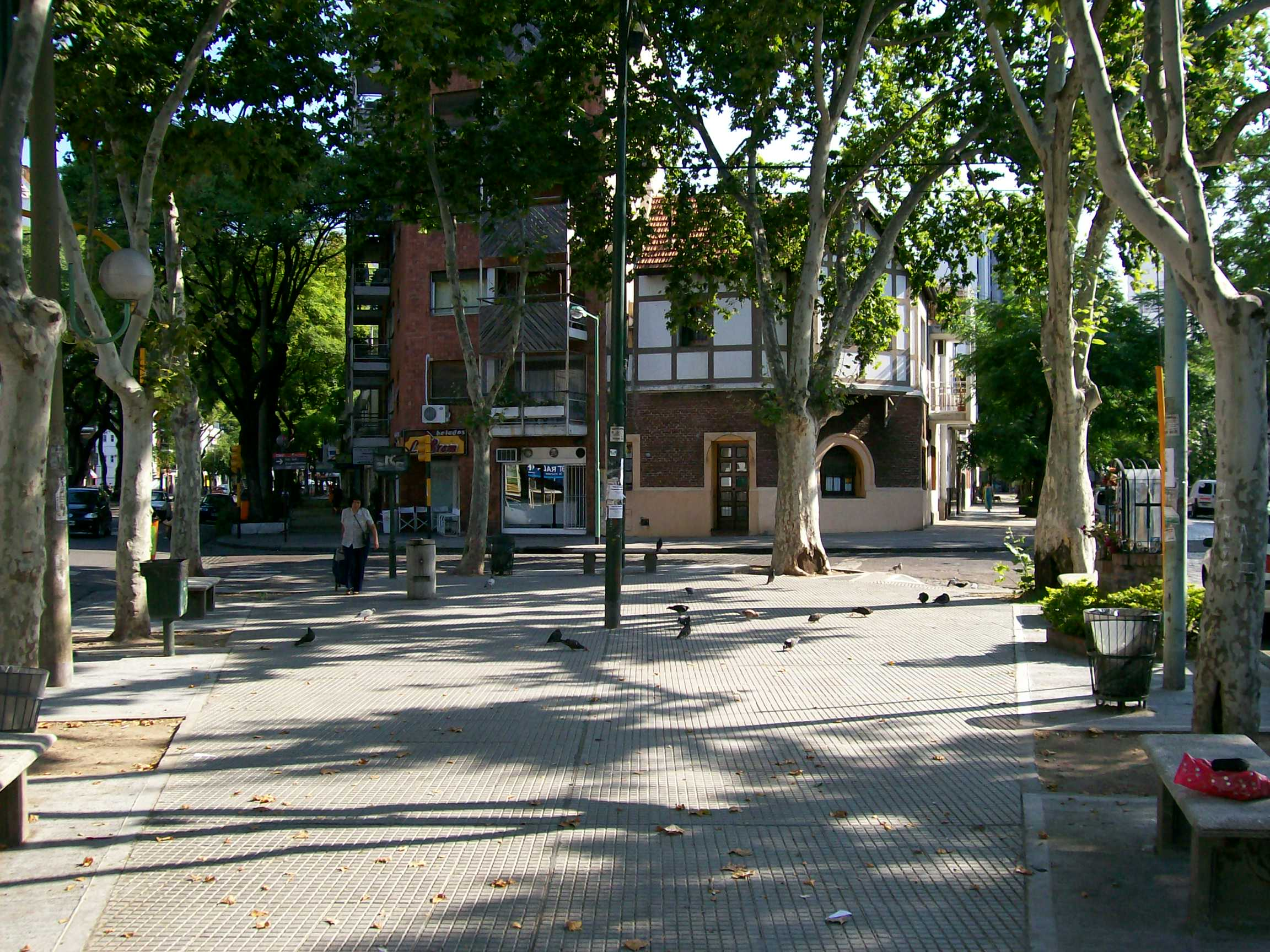
Plazoleta Ernesto Padilla
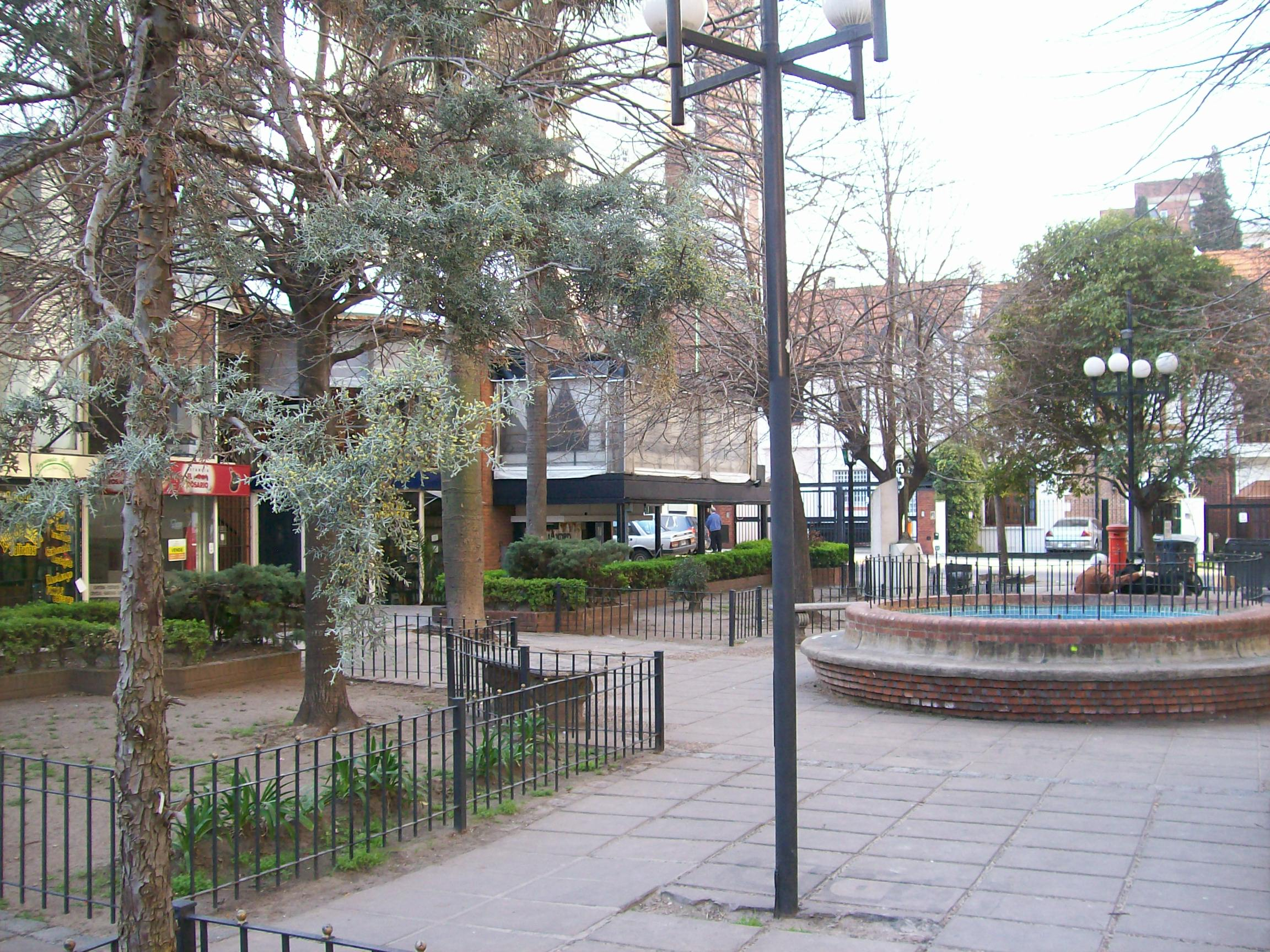
Plazoleta Zárraga
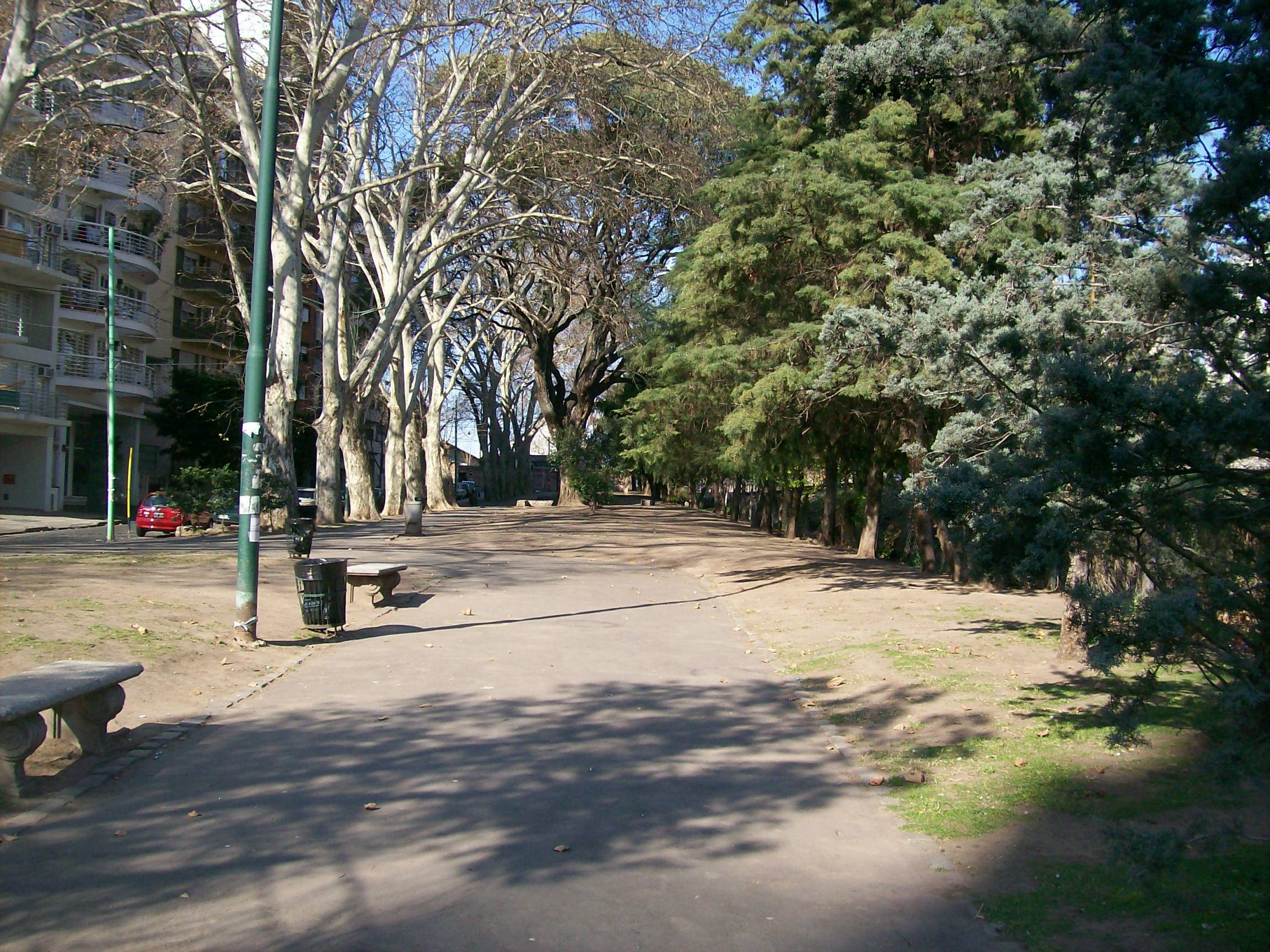
Plazoleta Portugal
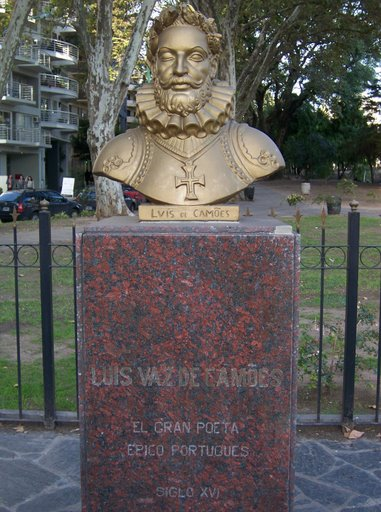
Busto de Luís Vaz de Camões na plazoleta Portugal
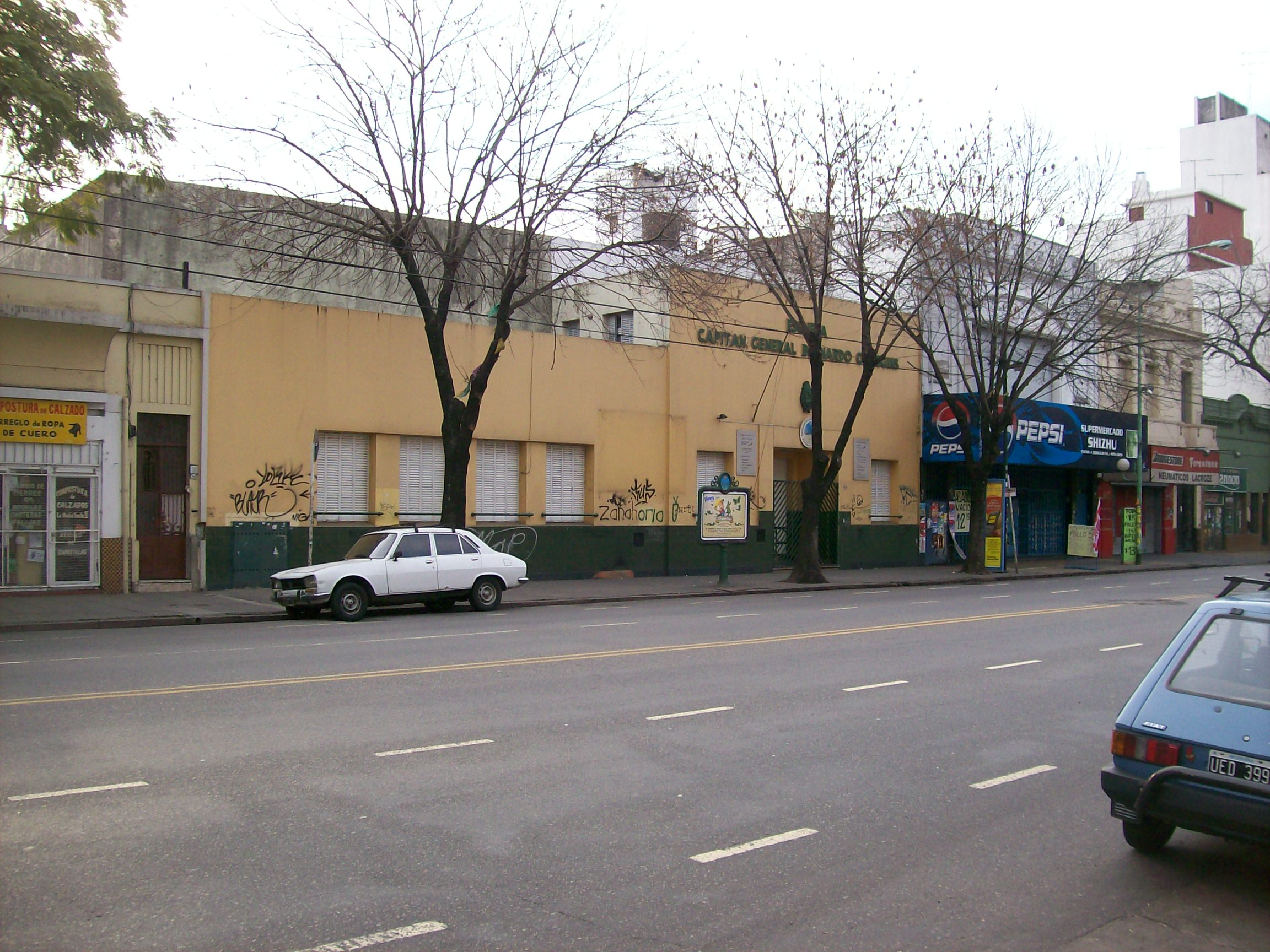
Escola primária Bernardo O'Higgins
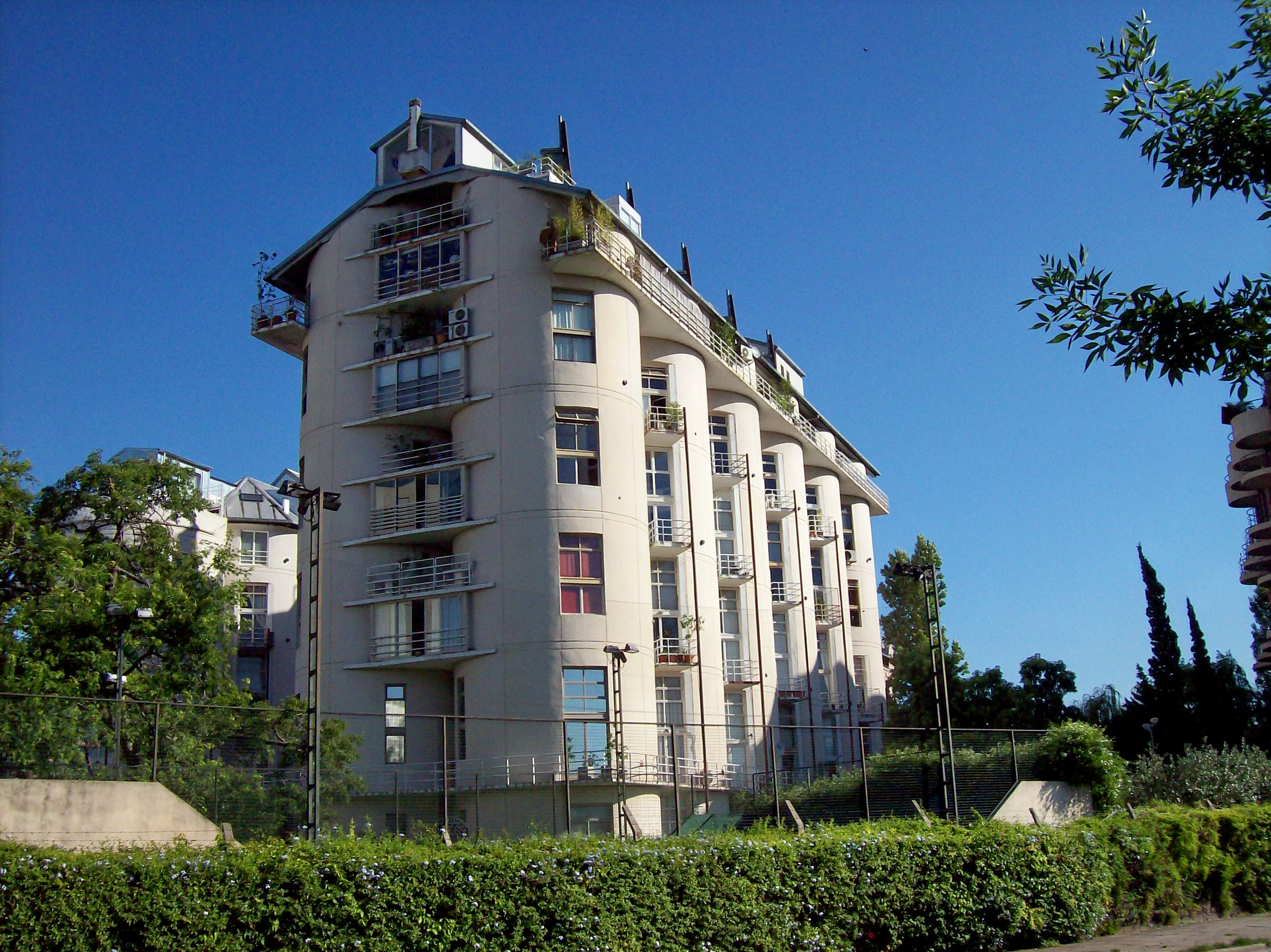
Lofts construidos em silos velhos
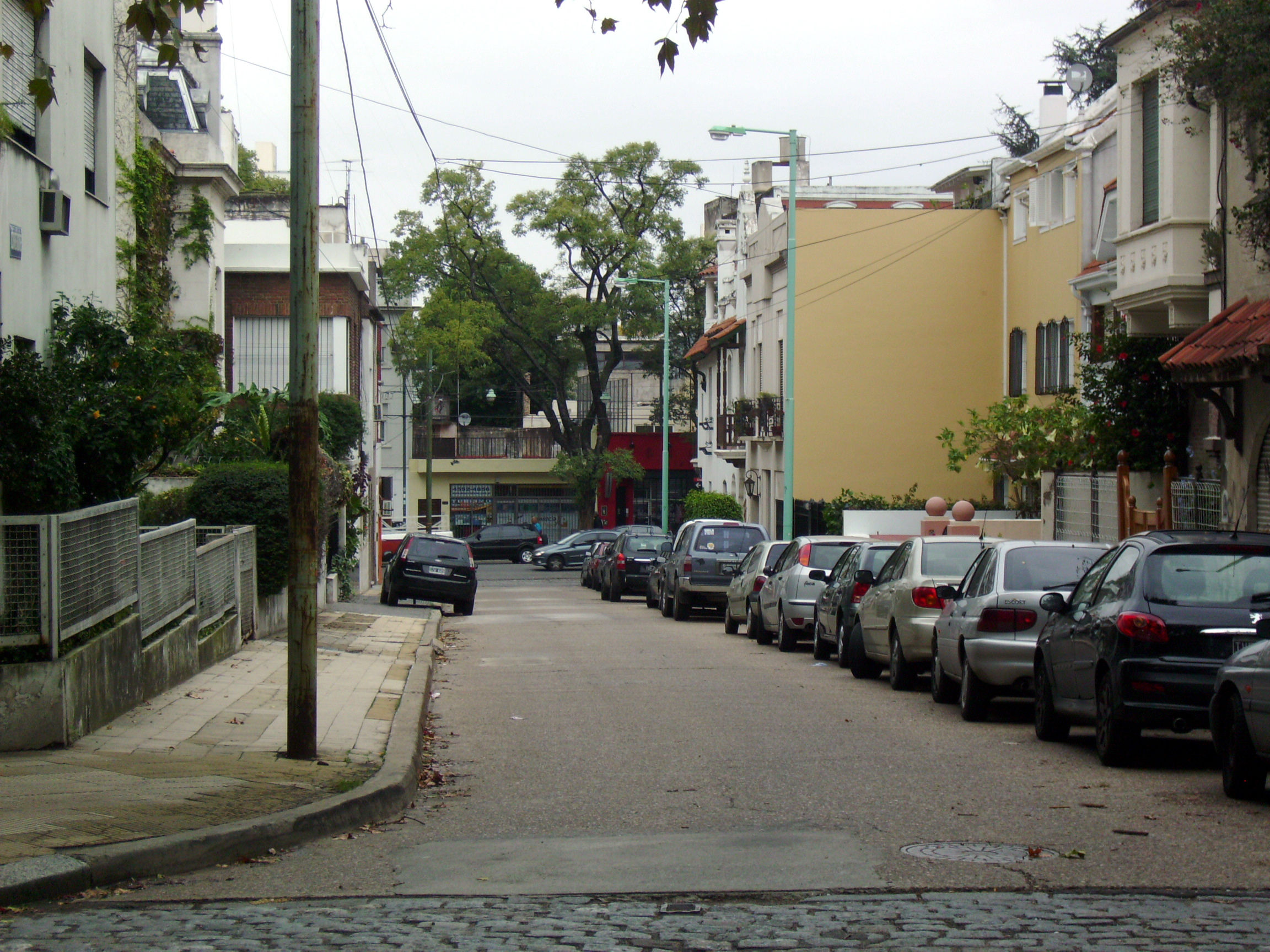
Pasaje Corregidores